# تله‌پانوو
تله‌پانوو (انگلیسی: Telepanovo) یک شهرک در شهرستان ایلیشفسکی استان باشقیرستان کشور روسیه است.